# Sirona
Sirona és una deessa celta, adorada principalment a la part central i a l'est de la Gàl·lia, i al llarg del limes del Danubi. Deessa de la curació, se la representa amb uns ous i una serp, atributs amb un important significat en aquella època: els ous simbolitzen la vida mentre la serp és la mort.
El seu nom era escrit de manera diferent segons la regió: Sirona, Đirona, Thirona, que significaria 'estrella', 'cos celeste', i representava la llum de la lluna, i assimilada per tant a l'Àrtemis grega o a la romana Diana. La llum lunar, segons les antigues creences, tenia poders sobre les aigües subterrànies. La creença encara dels jardiners i pagesos en el calendari lunar és una reminiscència d'aquest poder. El fenomen de les marees, relacionat amb les fases de la lluna, és una explicació d'aquesta creença generalitzada de l'acció lunar sobre les aigües o sobre els entorns vius on l'abundància d'aigua és vital.

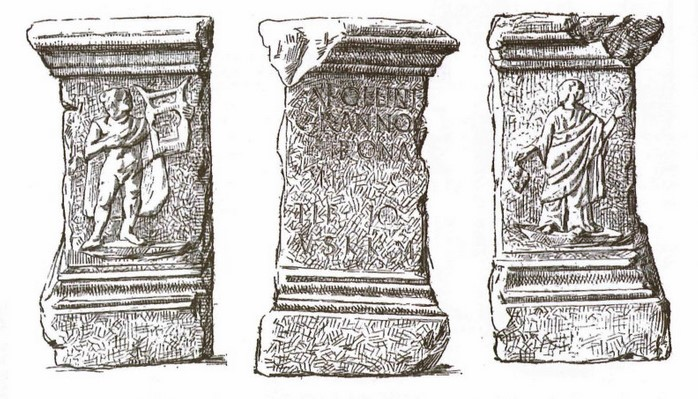
Altar d'Apol·lo Grannos i Sirona, Bamberg (Alemanya)

Sirona, que vigila i protegeix les fonts, també s'associa a l'Apol·lo gal, que presenta diverses formes: el déu curatiu Borvo o el déu de l'aigua Grannos.

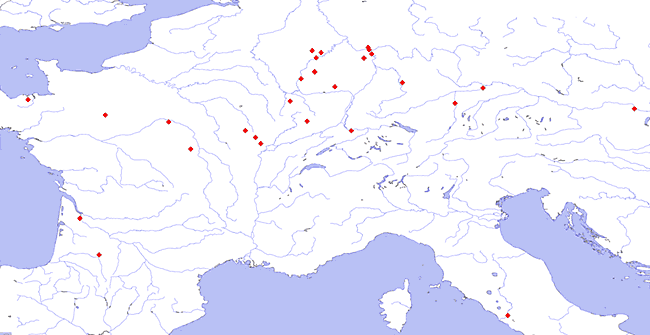
Mapa de la distribució dels llocs on s'han trobat evidències de Sirona

Les evidències d'aquesta deessa es coneixen per inscripcions i per figures i estàtues. Sirona, associada al déu Apol·lo es va trobar a Lorena, a la Sainte Fontaine de la ciutat de Freyming-Merlebach a Mosel·la o a l'antiga font de Graux als Vosges. També s'associa amb Apol·lo en una inscripció de Luxeuil-les-Bains, en una dedicatòria trobada en un altar de pedra arenisca blanca descobert al jardí de les termes.